# Транзитный метод

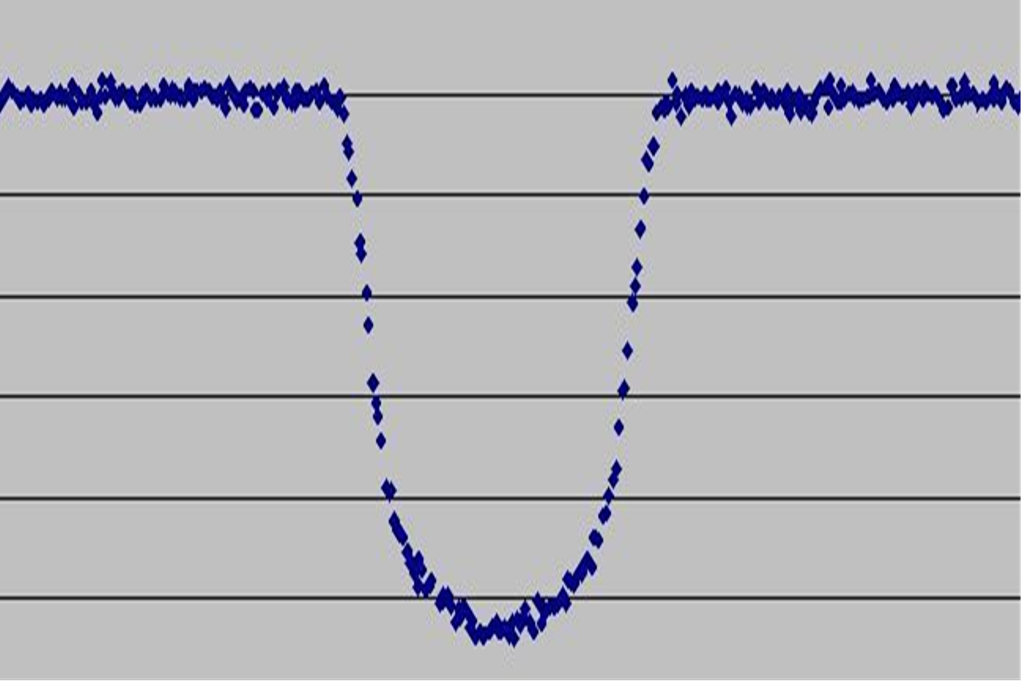
Изменение светимости для экзопланеты Kepler-6 b

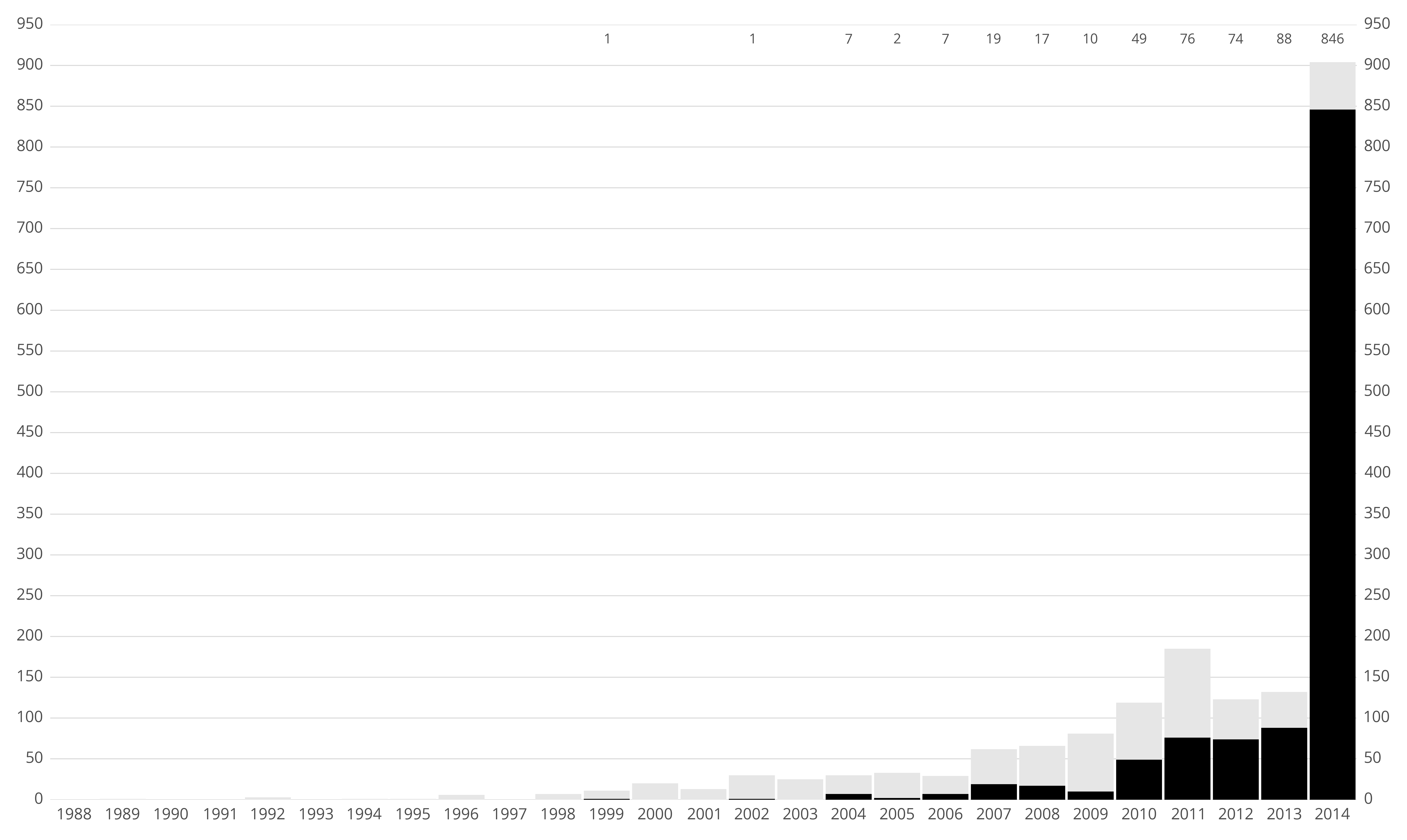
Экзопланеты, открытые транзитным методом, по годам

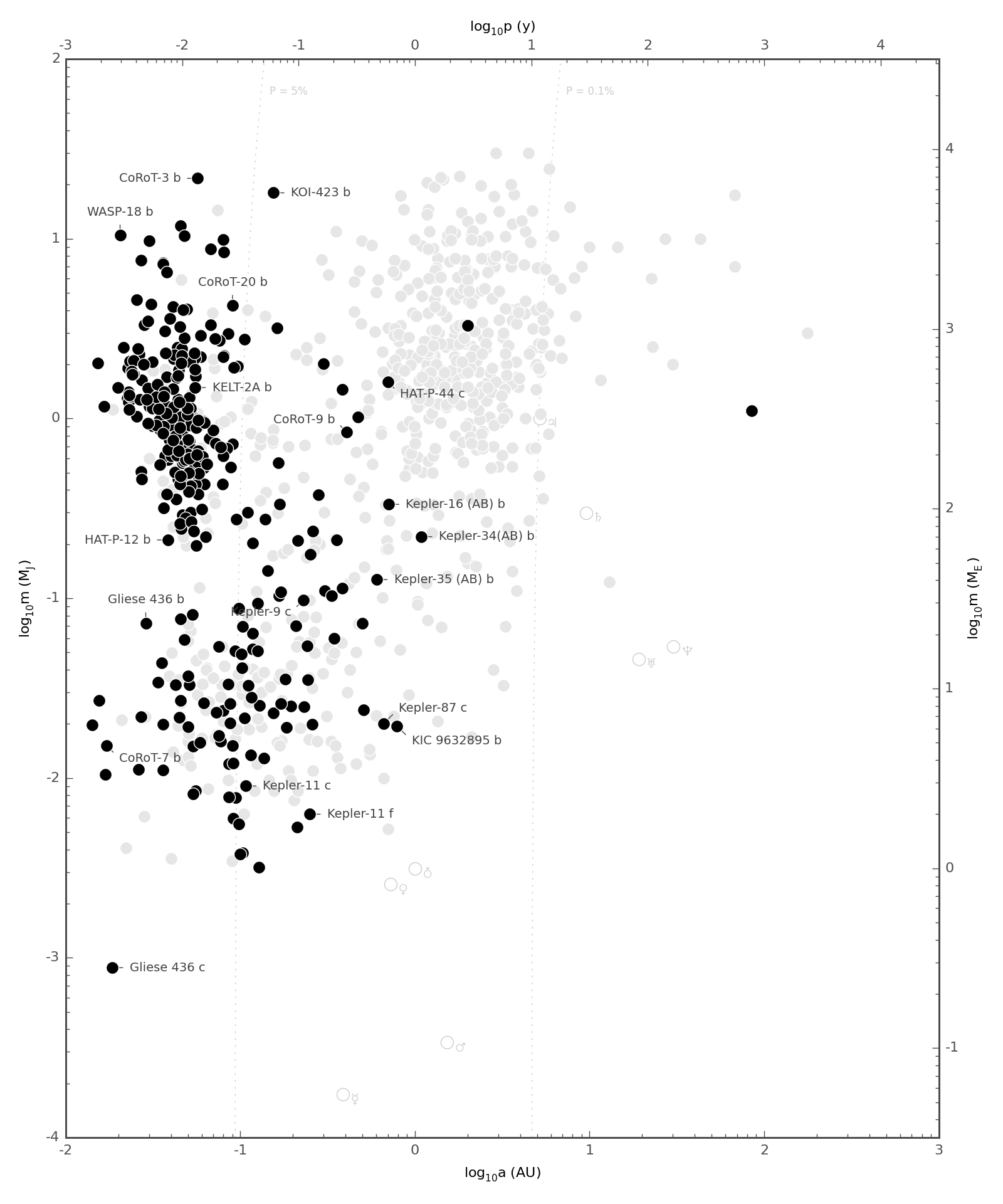
Распределение планет, открытых транзитным методом, по массе и большой полуоси орбиты

Метод транзитной фотометрии — способ обнаружения экзопланет, основанный на наблюдениях за прохождением планеты на фоне звезды. Позволяет определить размеры, а в сочетании с методом Доплера — плотности планет. Даёт информацию о наличии и составе атмосферы.
На 11 ноября 2019 года транзитным методом обнаружено 2968 планет в 2229 планетных системах.
26 августа 2010 года было объявлено об открытии первой двух-транзитной системы (Kepler-9 b и Kepler-9 c);

## Общая информация
Во время транзита планета скрывает часть своей родительской звезды для наблюдателя, так что яркость звезды уменьшается во время транзита. Эти изменения могут быть замечены непрерывным наблюдением яркости звезды. Планета, которая вызывает транзит, называется транзитной планетой. Планеты вращаются вокруг своей звезды на своей орбите в течение определенного периода орбиты, так что после одной орбиты происходит другой транзит. Чтобы исключить наблюдение случайного события, по крайней мере три транзита должны наблюдаться в равный интервал времени друг от друга. Хотя вероятность наблюдения транзита в случайно выбранной звезде составляет менее 1%, потому что орбиты также могут быть ориентированы таким образом, что планета никогда не проходит перед своей звездой. До августа В 2019 году более 3000 экзопланет были обнаружены с помощью этого метода. Наблюдая за градиентами яркости звезд, можно получить дополнительную информацию о планете и звезде. Например, возможны утверждения об орбитальном периоде вокруг ее звезды, радиусе планеты, наклоне ее орбиты относительно линии обзора и о направлении вращения ее звезды. Кроме того, знание этих значений может быть использовано для определения расстояния, на котором планета вращается вокруг своей звезды. Спектроскопическое наблюдение также может быть использовано для получения данных о составе атмосферы, альбедо и температуре. Точность методов в начале 2017 года еще не была достаточной для получения информации о планетах земного типа, но измерения для планет земного типа с завершением ярких телескопов, таких как космический телескоп Джеймса Уэбба, будут возможны в ближайшем будущем.

## Проекты, использующие транзитный метод для поиска экзопланет
- «Кеплер» — космическая обсерватория НАСА, оснащённая сверхчувствительным фотометром, специально предназначенная для поиска экзопланет, подобных Земле, транзитным методом.
- «COROT» — космический телескоп, созданный усилиями Национального центра космических исследований Франции (CNES), при участии Европейского Космического Агентства, а также научно-исследовательских центров Австрии, Испании, Германии, Бельгии и Бразилии. Основной задачей телескопа является поиск экзопланет, в том числе и планет земного типа, методом транзитной фотометрии.
- SuperWASP — телескоп, состоит из двух роботизированных обсерваторий: SuperWASP-North на острове Пальма (Канарские острова) и SuperWASP-South, находящейся в Южной Африке. Каждая обсерватория состоит из набора восьми объективов диаметром 200 мм каждый, оснащённых мощными ПЗС-матрицами. Большое поле обзора обеих обсерваторий позволяет покрывать значительную область неба, что упрощает способ обнаружения объектов. Телескоп беспрерывно следит за небом, делая сессию снимков приблизительно раз в минуту; общий объём данных достигает 100 гигабайтов за ночь.
- HATNet — сеть из шести маленьких полностью автоматизированных «HAT» телескопов. Научная цель проекта — поиск экзопланет транзитным методом.
- TrES — три 4-дюймовых (10 см) телескопа, расположенных в Обсерватории Лоуэлла, Паломарской обсерватории и на Канарских островах для поиска экзопланет транзитным методом.
- Телескоп XO — телескоп, расположенный в национальном парке Халеакала, остров Мауи, штат Гавайи. Обсерватория находится на высоте 3054 м над уровнем моря. Телескоп состоит из пары 200-мм телеобъективов и используется, в основном, для обнаружения экзопланет транзитным методом.
- OGLE — астрономический проект Варшавского университета.
- TRAPPIST — бельгийский роботизированный телескоп, расположенный в чилийских горах в обсерватории Ла-Силья.